# Septoria taraxaci
Septoria taraxaci är en svampart som beskrevs av Hollós 1907. Septoria taraxaci ingår i släktet Septoria och familjen Mycosphaerellaceae.   Inga underarter finns listade i Catalogue of Life.